# Marco Basaiti
Marco Basaiti,  podepisující se též jako Marcus Baxaitus, Marcus Basitus či Marco Baxiti (1470? Benátky nebo Friuli - 1530? Benátky), byl malíř řeckého nebo albánského původu, což může vysvětlovat rozdíly v psaní jeho vlastního jména. Byl žákem Alvise Vivariniho. Později ho ovlivnily práce Antonella da Messina, Giovanni Belliniho a Giorgiona, ale i vlámská krajinomalba. Basaitiho malba proto vykazovala zájem o krajinu objevující se na pozadí většiny jeho pozdější obrazů.

## Životopisná data a umělecká tvorba
Marco Basaiti byl benátský raně renesanční malíř, o kterém existuje jen jeden doložitelný údaj z roku 1530 a to v knize benátského malířského cechu s poznámkou - malíř portrétů. Další data lze nalézt na některých Basaitiho obrazech, která řadí jeho tvorbu do doby mezi roky 1495 a 1527. Protože jeho rodina nebyla benátského původu, a protože tato společenství žila v Benátkách isolovaně, jeho jméno se v benátských archivech nevyskytuje.

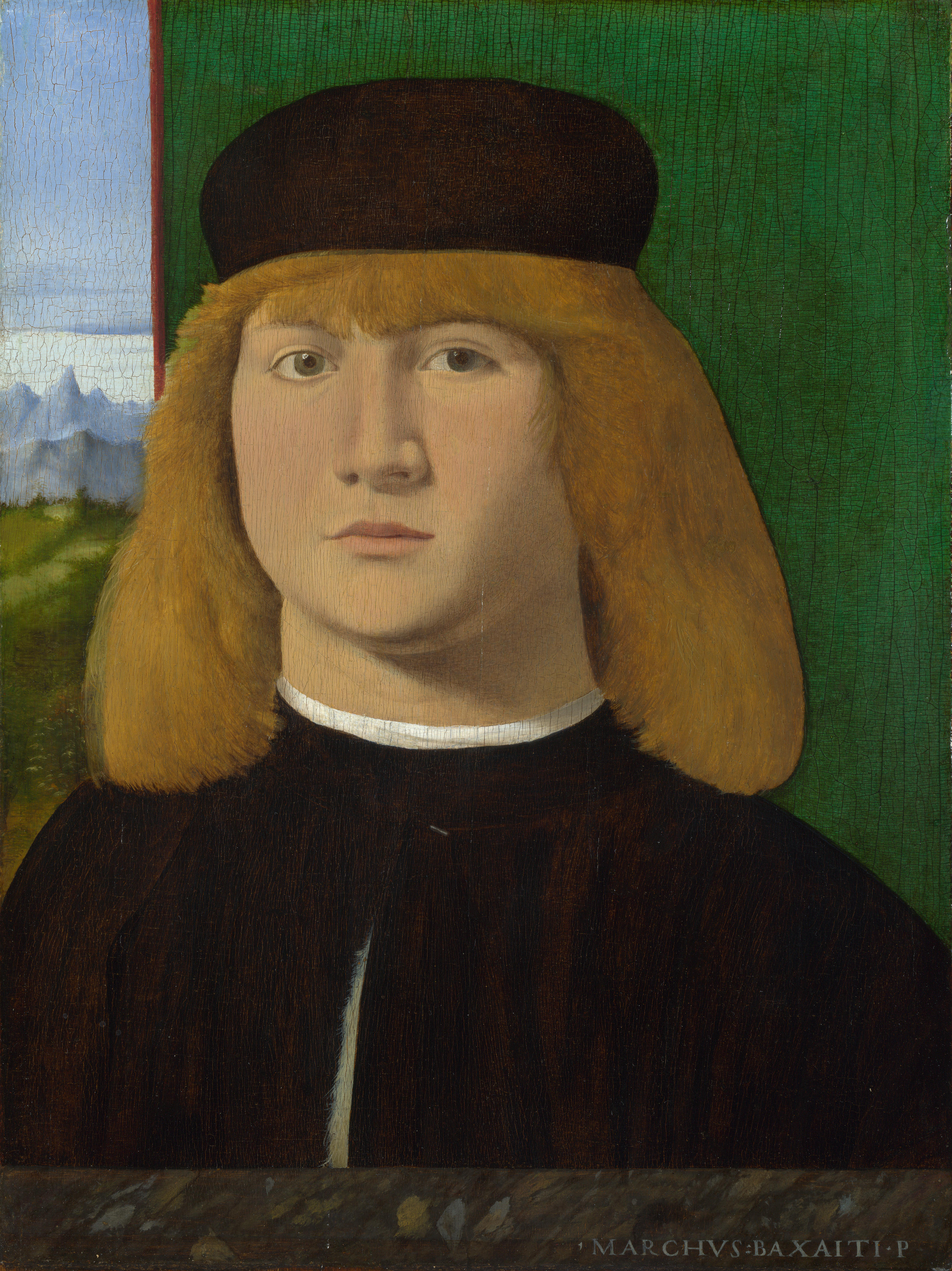
Portrét mladého muže (1495), National Gallery, Londýn, V. Británie)

Ze stylu jeho malířských počátků lze usuzoval, že se vyškolil v muránské dílně Bartolomea a později i Alvise Vivariniů. Dokladem toho může být obraz Trůnící sv. Ambrož se světci, který po Alviseho smrti dokončil Marco Basaiti. Vliv obou Vivariniů dokládá i Basaitiho první samostatně namalovaný obraz nazvaný Portrét mladého muže (1495). O deset let později však tento vliv zeslábl a zmizela i geometričnost, kterou Basaiti převzal od Antonella da Messina. V prvním desetiletí 16. století se v malířově tvorbě objevil zvýšený zájem o krajinu. Mohl to být vliv Albrechta Dürera, který v letech 1505 až 1506 pobýval v Benátkách a pracoval v dílně Giovanni Belliniho. Bellini v té době již běžně zobrazoval krajinu na pozadí svých obrazů. Pro Basaitiho to byl podnět pro použití krajinných motivů i ve svých obrazech, což dokládá další Basaitiho Portrét mladého muže z roku 1505.

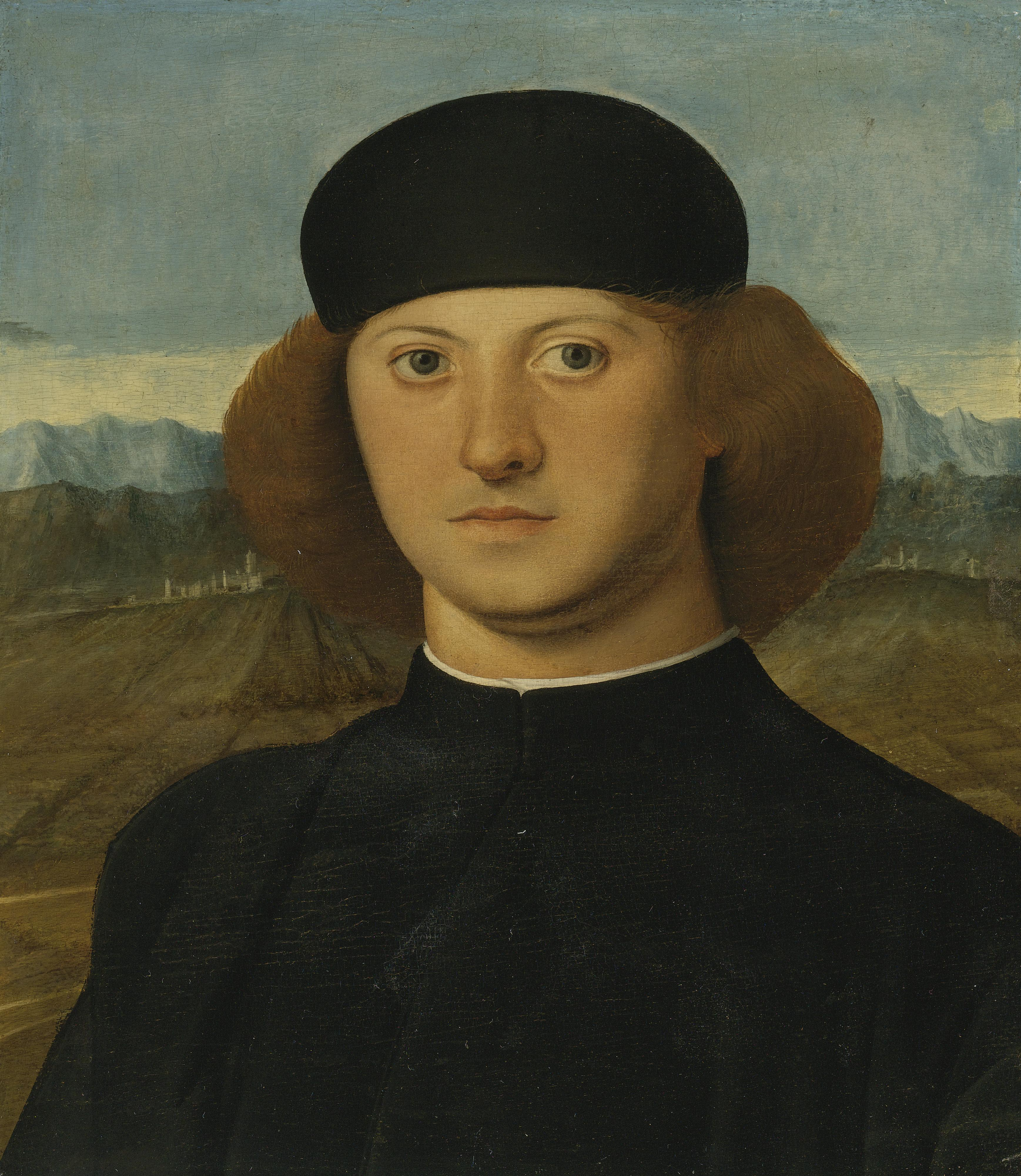
Portrét mladého muže (1505, soukromá sbírka)

Na pozadí tohoto portrétu Basaiti namaloval hornatou krajinu, čímž nahradil zelený závěs či desku nápadnou na obraze z roku 1495.

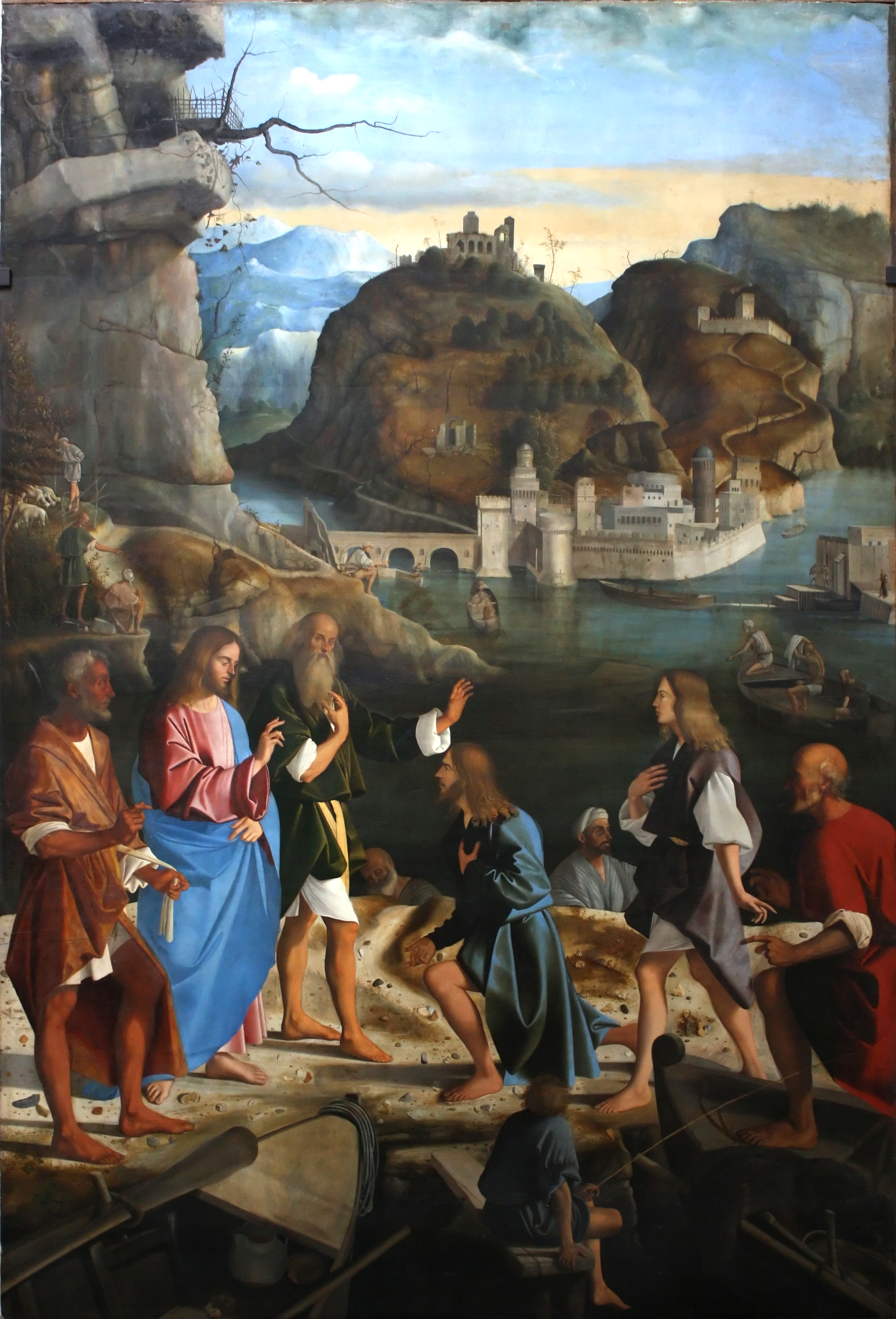
Povolání bratrů Zebedeových (1510, Gallerie dell´Accademia, Benátky, Itálie)

Význam krajiny na Basaitiho obrazech dále stoupal, což dokládá obraz Oplakávání mrtvého Krista (1508). Za úspěch Basaitiho malby, která se přiblížila úrovni malby Giovanni Belliniho, lze pokládat Basaitiho obraz známý jako Povolání bratrů Zebedeových (1510). V tomto oltářním obraze hraje krajina stejnou úlohu jako skupina postav kolem Ježíše Krista. Obraz, který byl objednán pro dnes již neexistující kostel Sant´Andrea della Certosa, přes veškerou jemnost malby detailů však někteří historici umění stylově řadí ještě do konce 15. století. Menší varianta tohoto obrazu z roku 1515 (dnes ve Vídni) na tomto konstatování nic nezměnila.

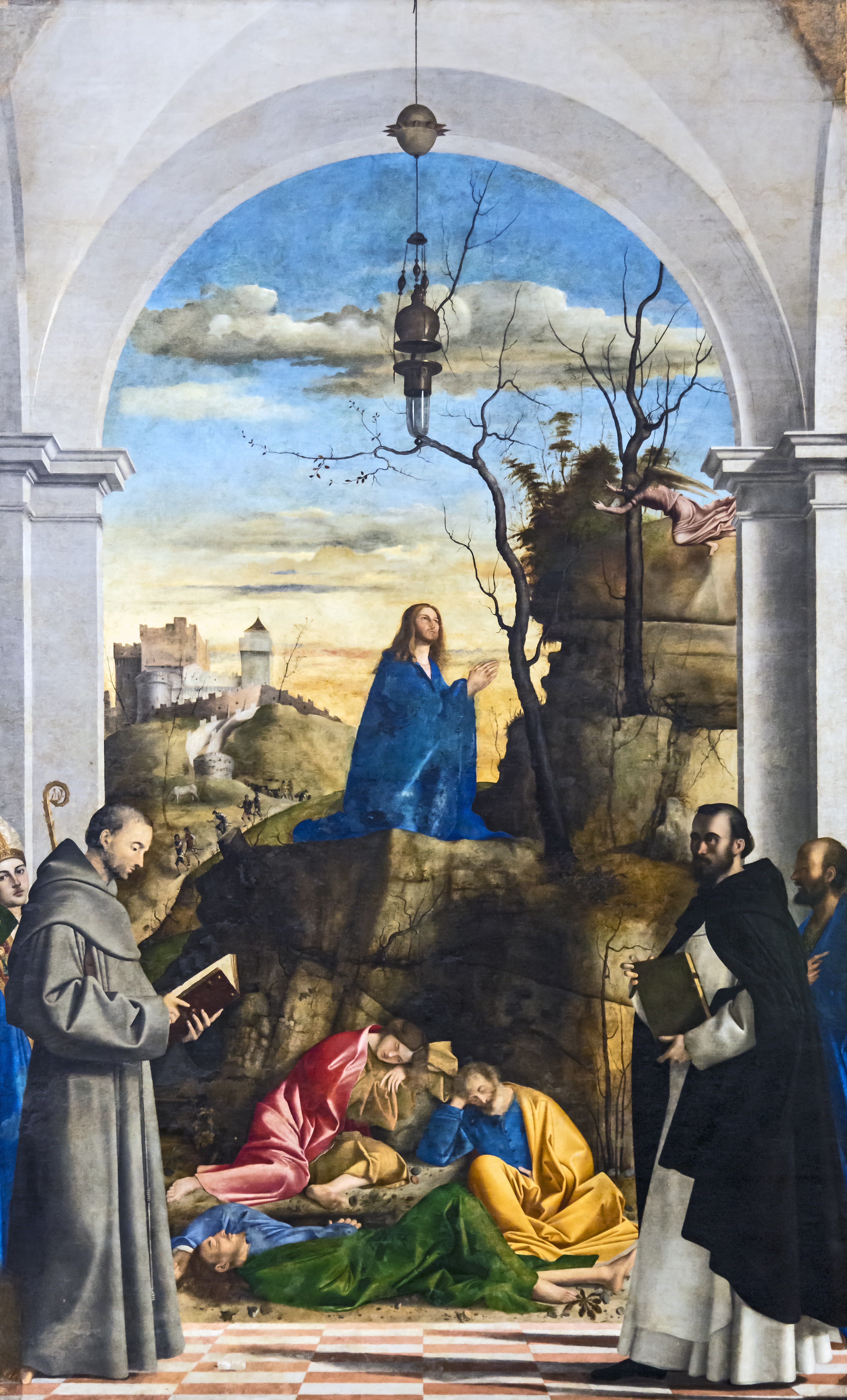
Agónie Krista v Getsemanské zahradě (1516, Gallerie dell´Accademia, Benátky, Itálie)

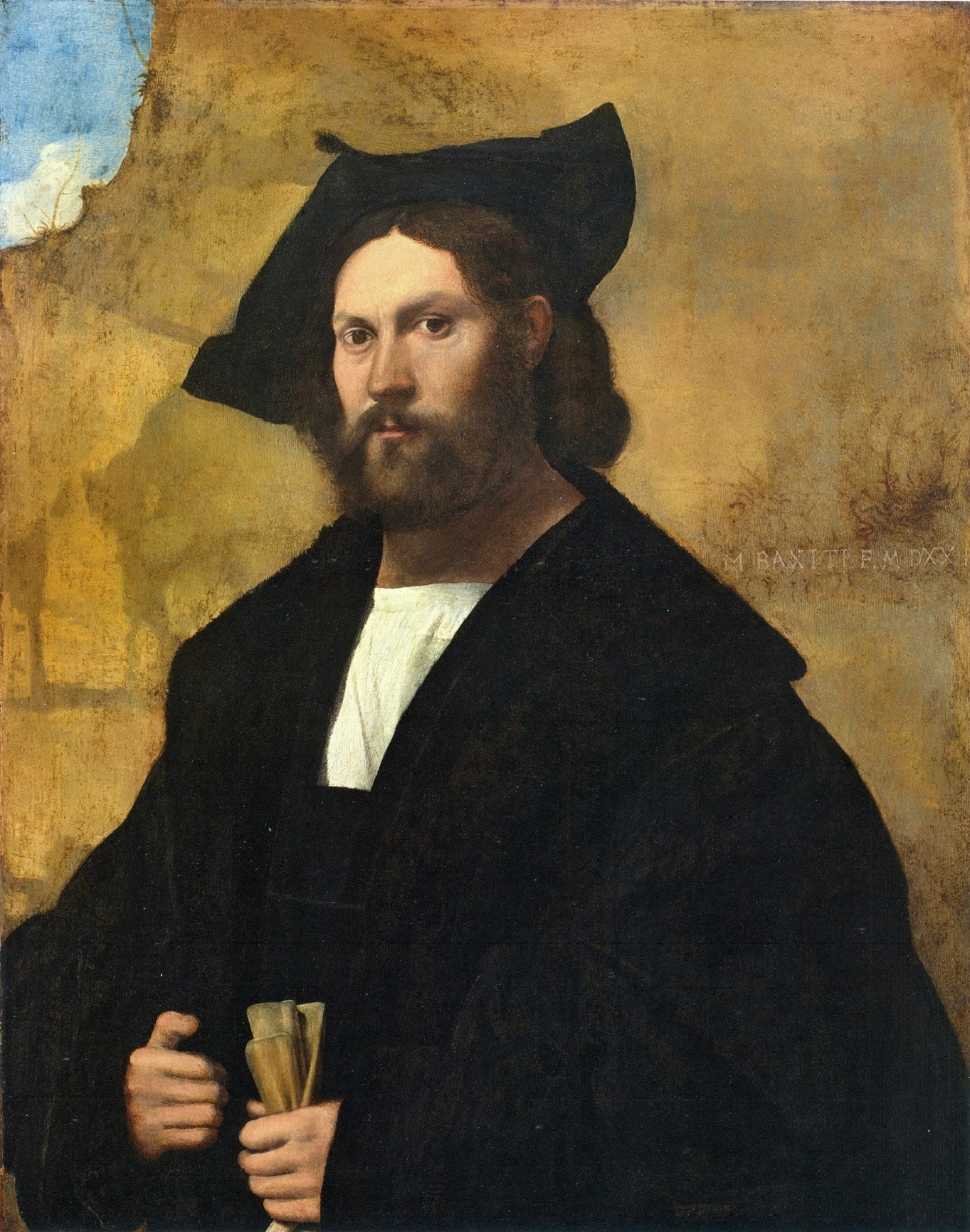
Portrét muže v černém (1521, Accademia Carrara, Bergamo, Itálie)

Za kompozičně zdařilejší je považován obraz Agonie Ježíše Krista v zahradě Getsemanské, původně objednaný pro kostel San Giobbe v Benátkách (1516). V obraze znázorněné postavy apoštolů a svatých vykazují poučení na obraze s obdobnou tematikou, který asi v roce 1459 namaloval Giovanni Bellini (dnes National Gallery, Londýn). Bellini v něm postavu modlícího se Krista umístil do krajiny v raním rozbřesku. Podobně tak učinil i Marco Basaiti, který však část krajiny nahradil postavami světců. V pozdějších letech však na většině Basaitiho obrazů ubývá postav a obrazům většinou dominuje jen ta hlavní. Příkladem je obraz Vzkříšený Kristus (1520). Obraz patří k prvním, které Basaiti namaloval místo na dřevěnou desku na plátno. Z té doby se dochovalo i několik kreseb, které jsou Basaitimu připisovány, jako Mrtvý Kristus (Uffizi. Florencie) nebo Kristus hovoří se třemi apoštoly (Albertina, Vídeň).
.

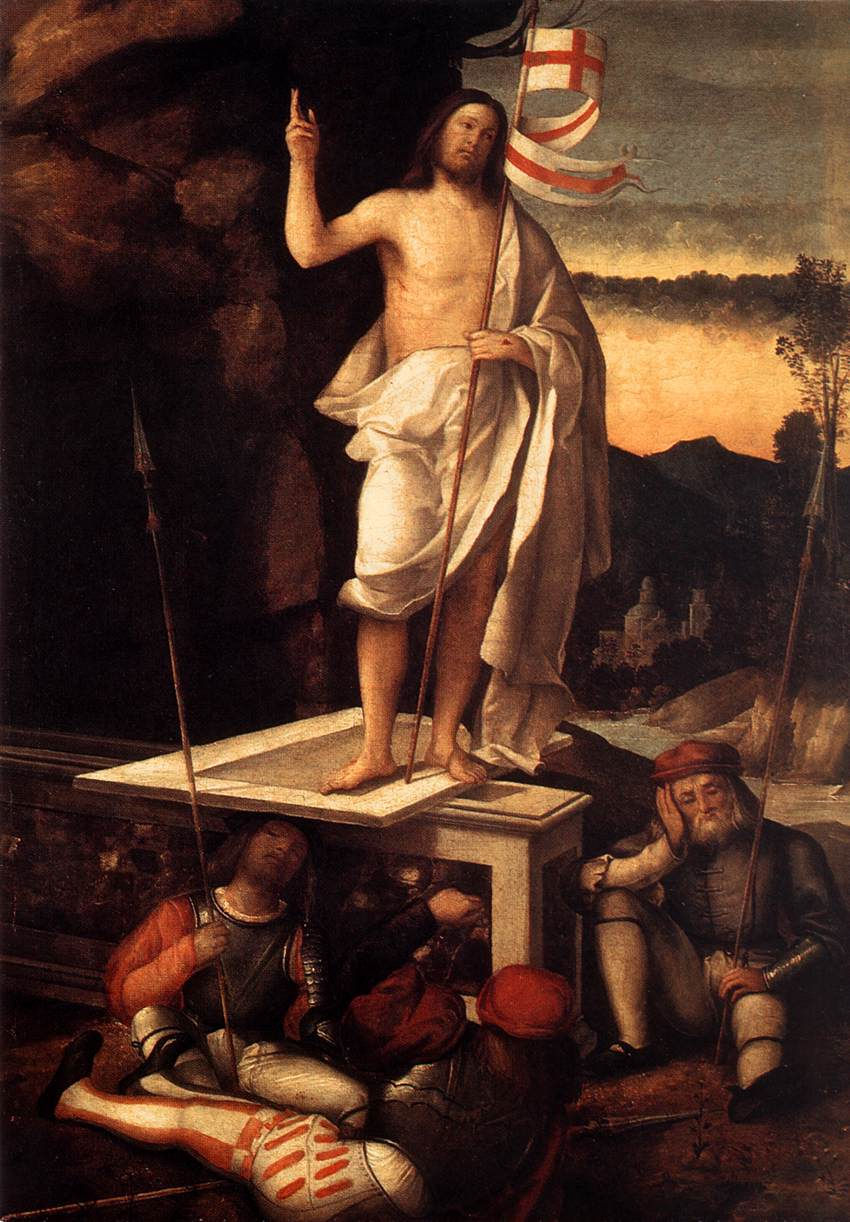
Zmrtvýchvstání Ježíše Krista (1520, Accademia Carrara, Bergamo, Itálie)

Po roce 1515 v Basaitiho tvorbě ubylo velkých oltářních obrazů a naopak častějšími se staly portréty významných Benátčanů, včetně portrétu dóžete Agostina Barbriga (1518). Také jeho obrazy Madon se staly častějšími, neboť Giovanni Bellini, pro něhož to bylo dominantní téma, zemřel v roce 1516. Následně malíři vyškolení v dílně Giovanni Belliniho, především Tiziano Vecelli (1488-1576), strhli na sebe většinu objednávek na výzdobu dóžecího paláce a na velké oltářní obrazy pro významné benátské kostely. Basaitimu zůstala již jen možnost realizace i obživy v objednávkách portrétů pro soukromé osoby nebo menší obrazy Madon s dítětem pro církevní instituce. Původně výrazná barevnost Basaitiho obrazů byla v posledním desetiletí umělcova života vystřídána tlumenými barvami po vlámském vzoru.

## Umělecko-historický význam díla Marca Basaitiho
Marco Basaiti byl poslední významnou malířskou osobností, která se vyškolila v tradici muránské malířské škole Vivariniů. Později byl ovlivněn malířskou tvorbou Giovanni Belliniho. Nakonec některé pozdní Basaitiho práce byly natolik podobné těm Giovanni Belliniho, že mu byly po dlouhou dobu chybně připisovány. Jeho přínosem bylo zdokonalení v míchání barev, což vedlo ke zvýšení emocionálního napětí v jeho obrazových kompozicích. Přesto je většinou historiků umění považován ještě za umělce rané renesance.